# Locomotora Engerth

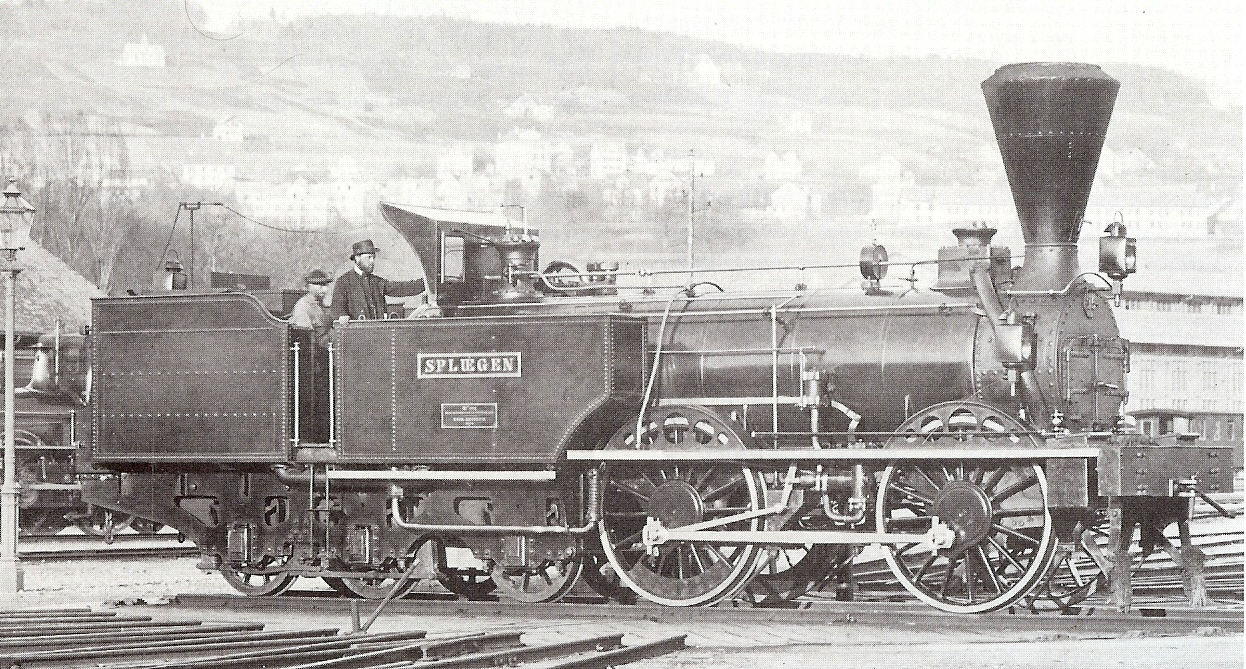
Una locomotora Engerth

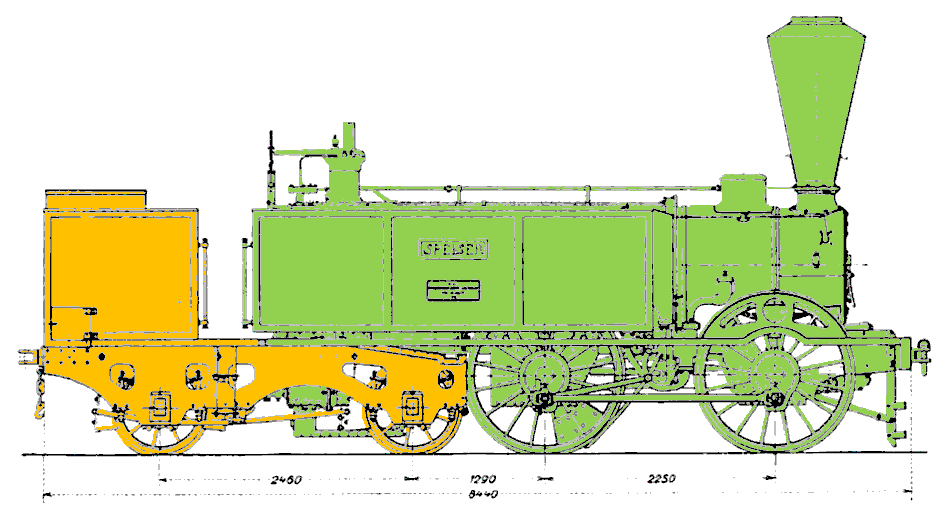
Configuración de una locomotora Engerth

La locomotora Engerth fue uno de los primeros tipos de locomotoras de vapor articuladas. Diseñada hacia 1850 por Wilhelm Freiherr von Engerth para su uso en el Ferrocarril de Semmering en Austria, su característica distintiva era un ténder articulado formando parte del bastidor de la locomotora principal. Por lo tanto, parte del peso del ténder descansaba sobre las ruedas motrices, lo que mejoraba la adherencia, mientras que la articulación permitía a la locomotora circular por las curvas de pequeño radio de los ferrocarriles de montaña. 

## Diseñador
Wilhelm von Engerth nació en Pless, Alta Silesia (ahora Pszczyna, Polonia) el 26 de mayo de 1814. Era hermano del artista Edouard von Engerth. Inicialmente, estudió arquitectura, pero en 1834 se dedicó a la ingeniería mecánica como profesión. A finales de la década de 1850, era el Gerente General de los Ferrocarriles Estatales Imperiales de Austria. Von Engerth sería nombrado Barón (Freiherr) en 1875, y murió el 4 de septiembre de 1884 en Leesdorf.

## Historia
Von Engerth presentó su primera patente del diseño de una locomotora articulada el 11 de diciembre de 1852.

### Semmering
El Ferrocarril de Semmering, inaugurado el 17 de julio de 1854, fue uno de los primeros ferrocarriles de montaña verdaderos, atravesando una sección de los Alpes austríacos. Se caracterizó por sus pendientes pronunciadas y curvas cerradas. Para trabajar en esta línea, se hizo necesario desarrollar un nuevo diseño de locomotora.
Se organizó un concurso con el fin de decidir qué locomotoras se comprarían para operar en el Ferrocarril de Semmering. Un tramo de la línea tenía rampas de 1 en 40 (2.5%) y curvas con un radio mínimo de 190 metros (207,8 yd) y un radio máximo de 285 metros (311,7 yd). Se requería mantener una velocidad de 11,5 kilómetros por hora (7,1 mph) y una carga máxima por eje de 14 toneladas, con una presión de la caldera que no excediera los 8,5 kgf/cm² (830 kPa). Se presentaron cuatro participantes: la Baviera, construida por Maffei; la Wiener-Neustadt, construida por Wiener-Neustadt; la Seraing, construida por la Société anonyme John Cockerill en Bélgica; y la Vindobona, construido por el Glognitz Bahn en Viena. Las cuatro locomotoras cumplieron con las condiciones de la prueba, pero ninguna demostró ser fiable en el uso práctico. Los ensayos de Semmering llevaron a una serie de desarrollos en el diseño de locomotoras, como la patente de Fairlie de 1863, la locomotora Meyer o la locomotora Mallet.
El diseño de Engerth articuló el ténder con el bastidor de la locomotora principal, permitiendo que parte del peso del combustible y del agua se transportara sobre las ruedas motrices para mejorar la adherencia. Debido a que el ténder estaba articulado (en lugar de estar directamente unido al bastidor), la locomotora podía recorrer curvas relativamente cerradas, mientras disfrutaba de la ventaja del aumento del peso adherente adicional. El diseño original también incluía una transmisión indirecta desde las ruedas motrices principales a las ruedas bajo del ténder. Esta disposición requería un mantenimiento demasiado complejo, y se eliminó del diseño.
Dieciséis locomotoras fueron suministradas al Ferrocarril de Semmering entre noviembre de 1853 y mayo de 1854. Demostaron ser capaces de alcanzar 19 kilómetros por hora (11,8 mph) cuesta arriba en pendientes de 1 en 40 (2.5%). Una locomotora Engerth apareció en un sello austriaco que conmemoraba el 150 aniversario del Ferrocarril de Semmering en 2004. La locomotora Engerth también apareció en una moneda de 25 euros emitida por Austria en 2004.

### Otras locomotoras Engerth

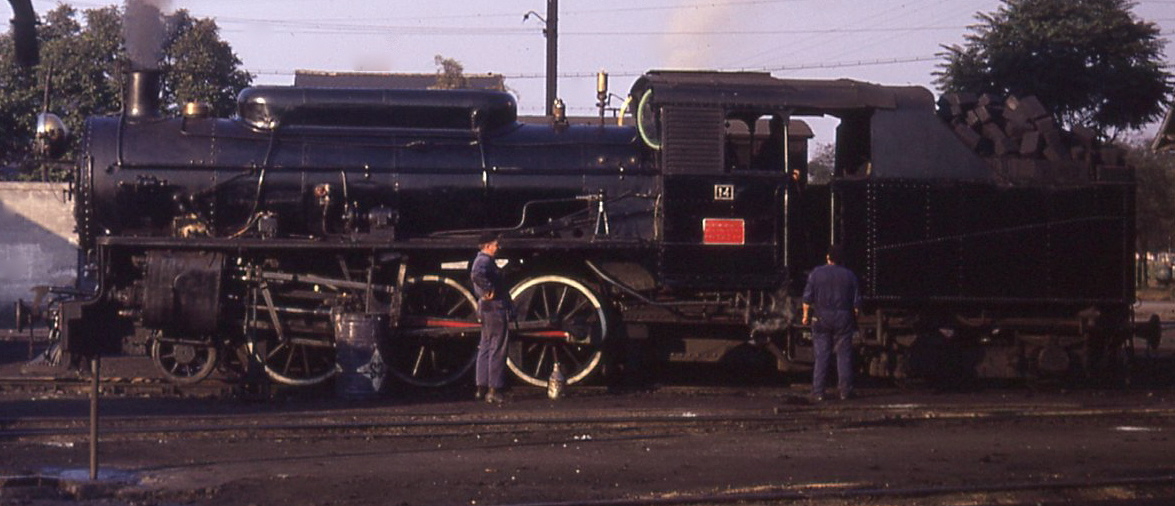
PV 2-6+4 n.º 14 en Ponferrada, agosto de 1970

El diseño se generalizó, especialmente para su uso en ferrocarriles de montaña alpinos. Se fabricaron locomotoras Engerth con configuraciones de ruedas 0-4-4 T, 0-4-6 T, 2-6-4 T, 0-6-4 T y 0-8-6 T. Además de en Austria, se utilizaron en Bosnia y Herzegovina, Francia, Italia, Java, Rumania, España y Suiza. Krauss de Múnich construyó diez locomotoras para el ferrocarril Ponferrada - Villablino (PV) en España. Se fabricaron algunas locomotoras 2-6-0 T de vía estrecha para el Ferrocarril de Elgóibar a San Sebastián. Estas potentes máquinas eran capaces de alcanzar 60 kilómetros por hora (37,3 mph) y podían circular por curvas de 100 metros (109,4 yd) de radio. Dos se vendieron posteriormente al Ferrocarril de Ponferrada Villablino, que también compró otras cuatro locomotoras construidas por MACOSA en España. Tres de estas máquinas estuvieron en servicio hasta 1989. También se suministraron en 1854 trece locomotoras Engerth al Ferrocarril Oravița-Bazias en Rumania.

### Variante Fink
Pius Fink ideó una variante del sistema Engerth, lo que implicaba tener las ruedas traseras también accionadas por barras de acoplamiento desde un cigüeñal, haciendo que la locomotora fuera una 0-6-4-0 T. La primera de estas máquinas se construyó en la factoría Staats Eisenbahn Gesellschaft de Viena, en 1861. Portaba el número 500 y se llamaba Steyerdorf, siendo utilizada en la línea Reschtiza-Orawicza. Se construyeron otras tres unidades más, la última en 1867, incluidas las máquinas denominadas 501 Krassova y 502 Gerliste. Una de estas cuatro locomotoras sobrevivió hasta 1891, convertida en la máquina No.4270 de los Ferrocarriles Estatales Húngaros.

## Preservación

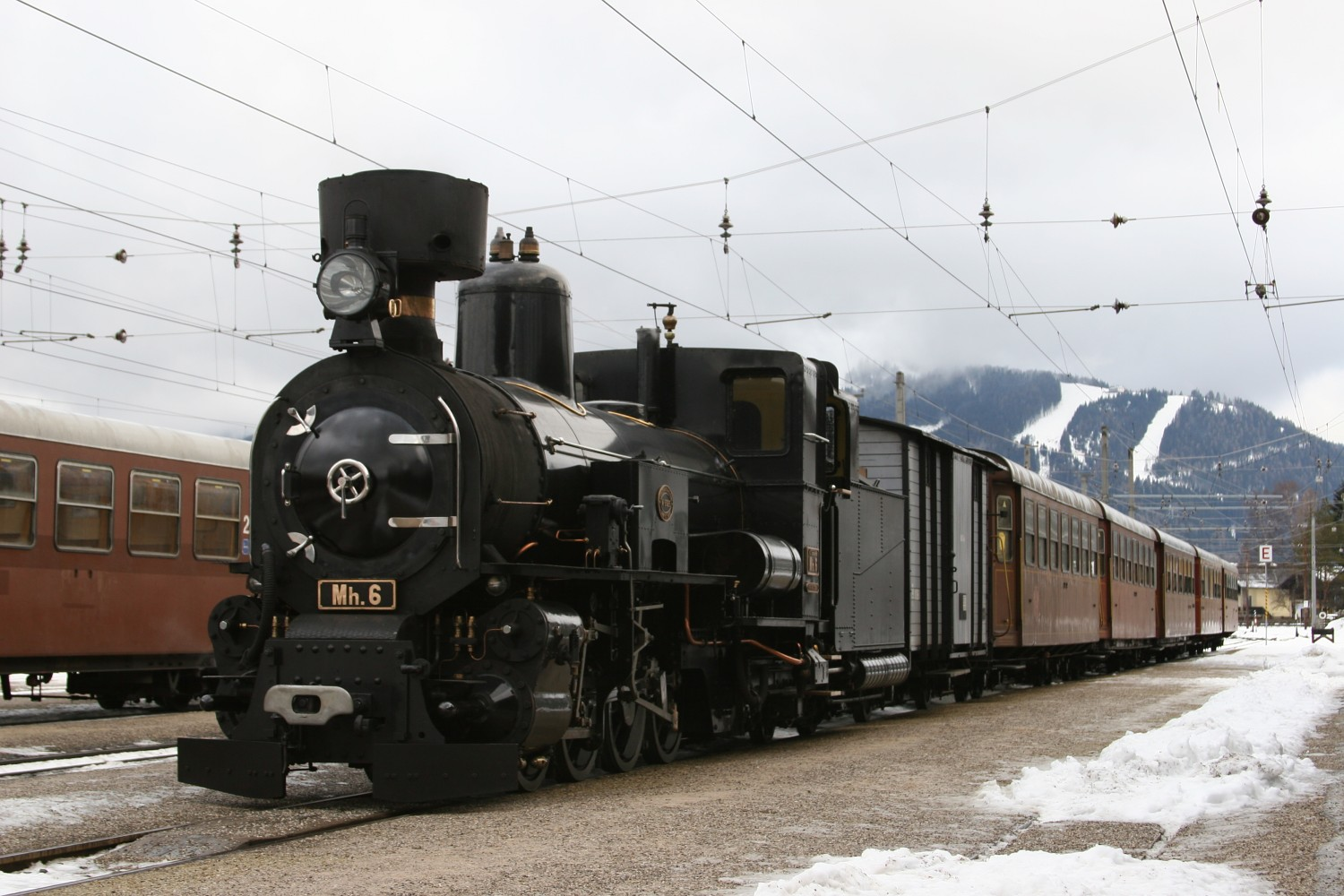
Locomotora Engerth Mh6 en el Mariazellerbahn

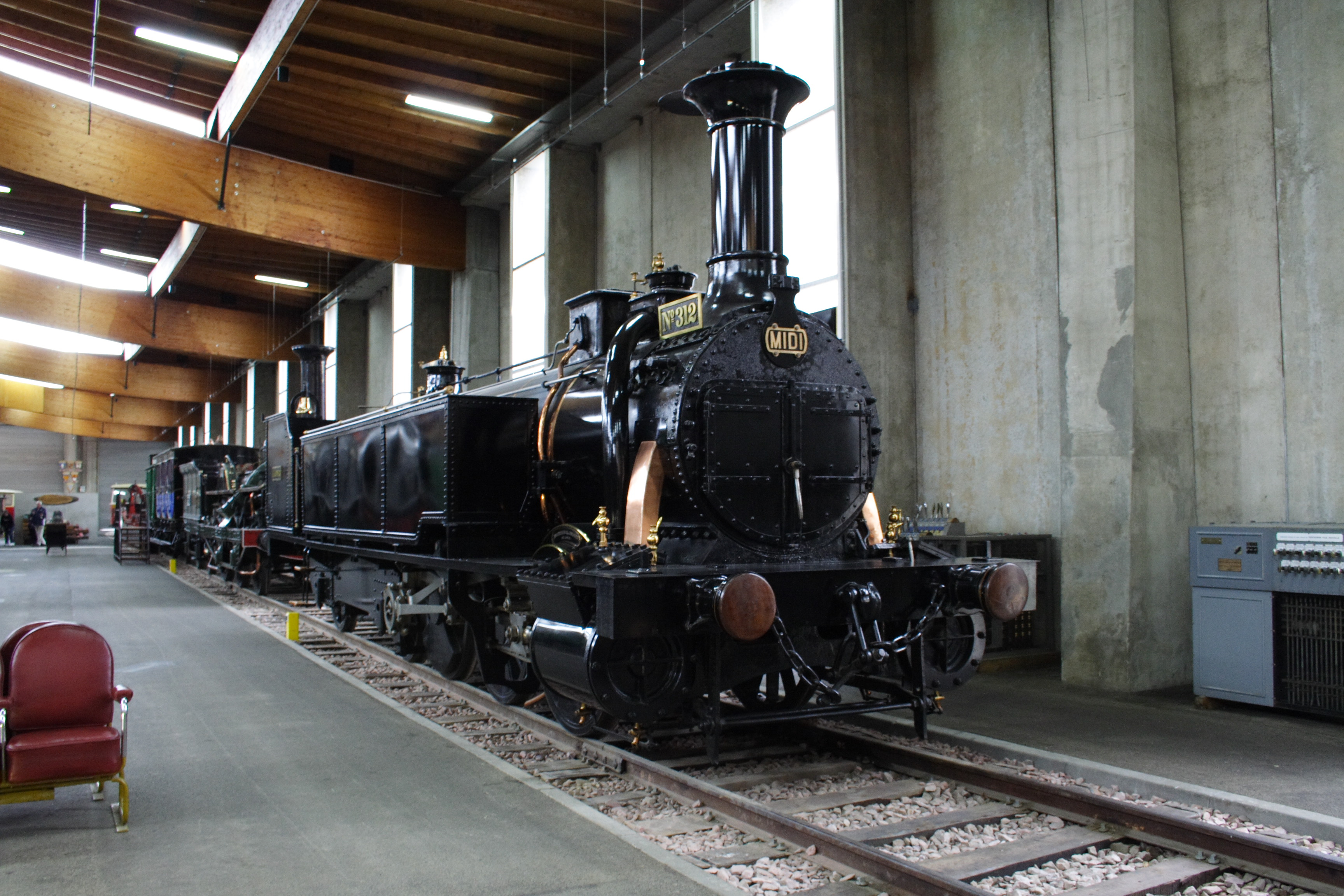
Ferrocarril del Midi No.312 L'Adour

Un ejemplo del tipo Engerth se conserva en el Museo Suizo del Transporte en Lucerna. Esta locomotora, la No.28 Genf, es una 0-4-6 T construida por la Maschinenfabrik Esslingen en 1858 para trabajar en el Schweizerische Centraalbahn (ferrocarril central suizo). Se retiró del servicio activo en 1899 se utilizó como caldera estática en Olten. Es la locomotora más antigua de Suiza.
La locomotora 103 Kladno del Buštěhradská dráha (Ferrocarril de Buštěhrad) se conserva en el Museo Técnico Nacional de Praga, República Checa.
Las seis locomotoras de vía estrecha NÖLB Mh o Clase 399 Engerth se conservan en Austria. Estas locomotoras de 760 mm (2' 529/32") de ancho de vía con configuración 0-8+4 (D2h2t) fueron construidas por Krauss para el Ferrocarril de Mariazell en 1906 y 1908. Cuando se electrificó la línea, el Niederosterreichische Landesbahn (NOLB) los transfirió a su sistema Waldviertler Schmalspurbahnen en Gmund. Cuando se organizó la ÖBB en 1922, se designaron de nuevo como Clase 399. 
- La Mh1/399.01 (5431/1906) forma parte de la flota patrimonial de la ÖBB. Actualmente tiene su sede en Gmund, ÖBB-Erlebnisbahn.

- La Mh2/399.02 (5432/1906) forma parte de la flota patrimonial de la ÖBB. Actualmente tiene su sede en Gmund, ÖBB-Erlebnisbahn.

- La Mh3/399.03 (5433/1906) se vendió al Pinzgauer Lokalbahn. Actualmente tiene su sede en Zell am See.

- La Mh4/399.04 (5434/1906) forma parte de la flota patrimonial de la ÖBB. Actualmente tiene su sede en Gmund, ÖBB-Erlebnisbahn.

- La Mh5/399.05 (5924/1908) es de propiedad privada. Actualmente se encuentra en Heidenreichstein, en el Waldviertler Schmalspurbahnverein (WSV).[15]

- La Mh6/399.06 (5925/1908) se conserva en el Mariazellerbahn, en Austria.[16][17]

La locomotora 0-6-4 T 311 L'Adour de los Ferrocarriles del Midi se conserva en el Museo Francés del Ferrocarril de Mulhouse, Francia.

### Reproducción
El Ferrocarril Ligero Beer Heights posee la locomotora Gem, una réplica de una Engerth para su línea de ancho de vía de 7 1/4 plg (184 mm).

## Lecturas relacionadas
- Carling, D.R. (1985–1986). «Engerth and similar locomotives». Transactions of the Newcomen Society 57.